# Agrotis dispar
Agrotis dispar là một loài bướm đêm trong họ Noctuidae.